# Lentipes bustamantaei
 Lentipes bustamantaei és una espècie de peix de la família dels gòbids i de l'ordre dels cipriniformes que es troba a São Tomé.